# Jean-Baptiste Morraglia
Jean-Baptiste Morraglia, né le 5 mai 1890 dans le 8e arrondissement de Paris et mort le 16 novembre 1965 à Port-d'Envaux (Charente-Maritime), est un général français qui s'illustra dans la Résistance au sein des Forces françaises de l'intérieur.

## Biographie
Fils d'un couple de domestiques, il est incorporé dans l'armée en 1911. Pilote de bombardier durant la Première Guerre mondiale dans l’escadrille Br 120 commandé par le lieutenant Henri Lemaître – un des premiers pilotes des Lignes Aériennes Latécoère en 1919 –, il est nommé lieutenant en 1918. Il rejoint Pierre-Georges Latécoère en 1919 et devient chef de l’aéroplace d’Alicante (Espagne).
Sa carrière au sein des Lignes Aériennes Latécoère, puis de la CGEA, est relativement courte, puisqu'il aurait quitté la compagnie en 1920 pour revenir au sein de l'armée. En 1939, il est colonel et commande le groupe de bombardement no 15. Après la défaite, il rejoint une commission d'armistice. En 1942, il est recruté par Léon Faye pour rejoindre le réseau Alliance (nom de code « Épervier »), dont il est le responsable pour le sud-ouest en 1943.
À la Libération de la France, Jean Morraglia est général de brigade des FFI, commandant de la région B (Basses-Pyrénées, Landes, Charente-Maritime, Vendée, Deux-Sèvres, Gironde) pendant un temps, malgré une confusion dans le commandement puis général de brigade aérienne, avant de rejoindre la réserve.

## Distinctions et honneurs

### Décorations

#### Décorations nationales[5]
- Grand-croix de la Légion d'honneur le 26 mars 1962 par décret du Ministre des Armées
  -  Grand officier de la Légion d'honneur (16 juin 1945)
  -  Commandeur de la Légion d'honneur (16 juin 1938)
  -  Officier de la Légion d'honneur (15 janvier 1930)
  -  Chevalier de la Légion d'honneur avec citation à l'ordre de l'armée (07 août 1918)
- Médaille militaire avec citation à l'ordre de l'armée (22 octobre 1917)
- Croix de guerre 1914–1918
- Croix de guerre 1939–1945
- Croix de guerre des Théâtres d'opérations extérieurs
- Médaille de la Résistance française (26 Mars 1945)
- Médaille coloniale
- Médaille interalliée de la Victoire
- Médaille commémorative de la guerre 1914–1918

#### Espagne
- Médaille de la Paix du Maroc

#### Protectorat français au Maroc(décoration coloniale)
- Commandeur de l'ordre du Ouissam alaouite

#### Pologne
- Chevalier de l'Ordre Polonia Restituta

#### Suède
- Chevalier de 2ème classe de l'Ordre Royal de l'Épée

#### Tchécoslovaquie
- Croix de guerre 1939-1945

#### Protectorat français de Tunisie(décoration coloniale)
- Commandeur de l'ordre du Nichan Iftikhar